# Pasiphaea hoplocerca
Pasiphaea hoplocerca is een garnalensoort uit de familie van de Pasiphaeidae. De wetenschappelijke naam van de soort is voor het eerst geldig gepubliceerd in 1940 door Chace.